# 로리사 맥코마스

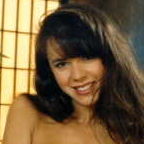

로리사 맥코마스(Lorissa McComas, 1970년 11월 26일 ~ 2009년 11월 3일)는 미국의 배우, 모델, 글래머 모델, 영화배우이다.
콜럼버스에서 태어났다.

## 영화
- 프로젝트 바이퍼 (2002년)
- 하드 에즈 네일즈 (2001년)
- 킹스 고질라 (2001년)
- 디시 독스 (2000년)
- 익스트림 리미트 (2000년)
- 핫 보이즈 (1999년)
- 러브 게임즈 (1998년)
- 언더커렌트 (1998년)
- 섹슈얼 터치 (1998년)
- 마담 사반트 (1997년)
- 어레인지드 메리지 (1996년)
- 하인드사이트 (1996년)
- 타이거 하트 (1996년)
- 위시 미 럭 (1995년)
- 랩 댄서 (1995년)
- 피라나 (1995년) - 바바라 역
- 사이버존 (1995년)
- 애욕의 네트워크 (1995년)
- 더블 크로스 (1995년)
- 에로틱고스트 (1995년)
- 비키니 사냥꾼 (1992년)